# Кубив, Степан Иванович
Степа́н Ива́нович Ку́бив (укр. Степан Іванович Кубів; род. 19 марта 1962, село Мшанец, Тернопольская область) — советский и украинский государственный деятель, политик. Первый вице-премьер-министр — министр экономического развития и торговли Украины с 14 апреля 2016 года до 29 августа 2019 года.
Народный депутат Украины VII, VIII, IX созывов (2012—2014, 2014—2016, с 2019). Глава Нацбанка Украины с 24 февраля до 19 июня 2014.

## Биография
В 1984 году окончил математический факультет Львовского государственного университета имени Ивана Франко по специальности математик, преподаватель математики. В 2002 году окончил факультет экономики и менеджмента Национального университета «Львовская политехника».
Кандидат экономических наук (2006), доцент (2007). Имеет около 50 работ по экономике, маркетингу, банковскому делу и экологии, в частности: «Оценка коммерческого банка в концепции совершенной привлекательности», «Особенности использования прямого и интерактивного маркетинга в Украине», «Управление дифференциацией банковских услуг» и другие.
1983—1984 — лаборант кафедры высшей математики Львовского государственного университета им. Ивана Франко.
1984—1990 — секретарь комитета комсомола Львовского госуниверситета, заведующий организационным отделом, заведующий отделом научной и студенческой молодёжи обкома комсомола, секретарь областного координационного совета научно-технической творческой молодёжи, член ученого совета ЛГУ, заместитель председателя координационного совета при Львовском облисполкоме по вопросам научно-технического творчества молодёжи, член ревизионной комиссии ЦК ЛКСМУ. Был членом КПСС.
1991—1994 — заместитель директора, затем директор по научно-техническому творчеству и новым формам хозяйствования Львовского областного молодёжного научно-экономического объединения «Студенческий Львов».
1994 — директор совместного научно-производственного предприятия «Студенческий Львов» при Львовском облисполкоме.
С 1994 — работал в АО «ЗУКБ» на должностях от специалиста планово-экономического отдела до первого заместителя председателя правления и и. о. председателя правления.
2000—2008 — председатель правления ОАО «Кредобанк» (в 2000 банк имел название АО «ЗУКБ», 2003—2005 — ОАО «Кредит банк (Украина)»).
С апреля 2006 до декабря 2012 года — депутат Львовского областного совета. Впервые баллотировался по списку «Нашей Украины», второй раз в октябре 2010 года — уже от «Фронта перемен». Занимал должность заместителя бюджетной комиссии.
С 2008 — доцент (по совместительству) НУ «Львовская политехника», кафедра маркетинга и логистики.
Был членом партии Фронт перемен с момента её создания, возглавлял её Львовскую областную организацию.
С 2010 года член наблюдательного совета банка «Львов» (два года).
В октябре 2010 года баллотировался на должность мэра города Львова. Занял пятое место, получив более 14 тысяч голосов.
С 12 декабря 2012 года народный депутат Украины VII созыва от партии Всеукраинское объединение «Батькивщина» (прошёл под № 23 в списке). Был главой Львовского областного предвыборного штаба.
С декабря 2012 по март 2014 года занимал должность заместителя председателя парламентского Комитета по вопросам финансов и банковской деятельности.
Во время массовых антиправительственных выступлений на Украине 2013—2014 года Степан Кубив являлся комендантом Евромайдана в Киеве.

#### ГлаваНБУ
С 24 февраля по 19 июня 2014 года глава Национального банка Украины (НБУ). При нём произошла девальвации гривны с 9 до 12 грн/$. Ушёл в отставку, которую объяснил желанием продолжить публичную политическую деятельность. Действительной её причиной эксперты называют провал переговоров с МВФ.

#### В Верховной Раде (2014)
С 27 ноября 2014 года народный депутат Украины VIII созыва от Блока Порошенко (прошёл под № 59 в списке). Член Комитета по вопросам финансовой политики и банковской деятельности. С 15 января 2015 года представитель президента Украины в Верховной Раде.

#### В правительстве Гройсмана
14 апреля 2016 года второе правительство Яценюка вместе с премьер-министром Украины Арсением Яценюком было отправлено в отставку. Верховная рада Украины проголосовала за новое правительство, главой которого стал Гройсман. В новом правительстве Украины Степан Кубив занял должность первого вице-премьер-министра — министр экономического развития и торговли.
Участвовал в досрочных парламентских выборах 2019 года от партии «Европейская солидарность» (12 место в партийном списке).

## Личная жизнь
Член совета Торгово-промышленной палаты Украины, член правления Ассоциации банков Львовщины, член правления Львовской областной ассоциации работодателей, соучредитель ОО «Художественный фонд имени Короля Данила», один из организаторов возрождения движения Ротари на Украине, экс-президент Ротари клуба «Львов», соучредитель Художественного фонда имени Даниила Галицкого.
Женат, есть дочь. Увлекается футболом и путешествиями в горы.

## Награды
Благодарность и золотые медали Даниила Галицкого (2001), почётное звание «Народный посол Украины» (2001), орден «За заслуги» III степени «за весомый вклад в построение демократического общества» (16 февраля 2005), грамота за весомый вклад в становление национальной банковской системы, привлечения банковских иностранных инвестиций и развития национальной системы массовых электронных платежей (2005), почетная грамота Верховной Рады Украины за весомый личный вклад в становление украинской государственности (2007), польская государственная награда «Золотой Крест Заслуги» от президента Республики Польша Леха Качиньского (2006), орден Святого Николая Чудотворца по возрождению духовности на Украине от УПЦ КП (2006), грамота от УГКЦ.
Наградное оружие — пистолет «Форт-17-05» (28 марта 2014).